# Пентаплатинастронций
Пентаплатинастронций — бинарное неорганическое соединение
платины и стронция
с формулой SrPt5,
кристаллы.

## Получение
- Сплавление стехиометрических количеств чистых веществ:

{\displaystyle {\mathsf {5Pt+Sr\ {\xrightarrow {1000^{o}C}}\ SrPt_{5}}}}

## Физические свойства
Пентаплатинастронций образует кристаллы
гексагональной сингонии,
пространственная группа P 6/mmm,
параметры ячейки a = 0,5397 нм, c = 0,4364 нм, Z = 1,
структура типа пентамедькальция CaCu5
.
Соединение образуется по перитектической реакции при температуре >1000°С 
(≈1200°С ).